# Watsonia distans
Watsonia distans är en irisväxtart som beskrevs av Harriet Margaret Louisa Bolus. Watsonia distans ingår i släktet Watsonia och familjen irisväxter. Inga underarter finns listade i Catalogue of Life.